# Unbemannte schwimmende Landeplattform

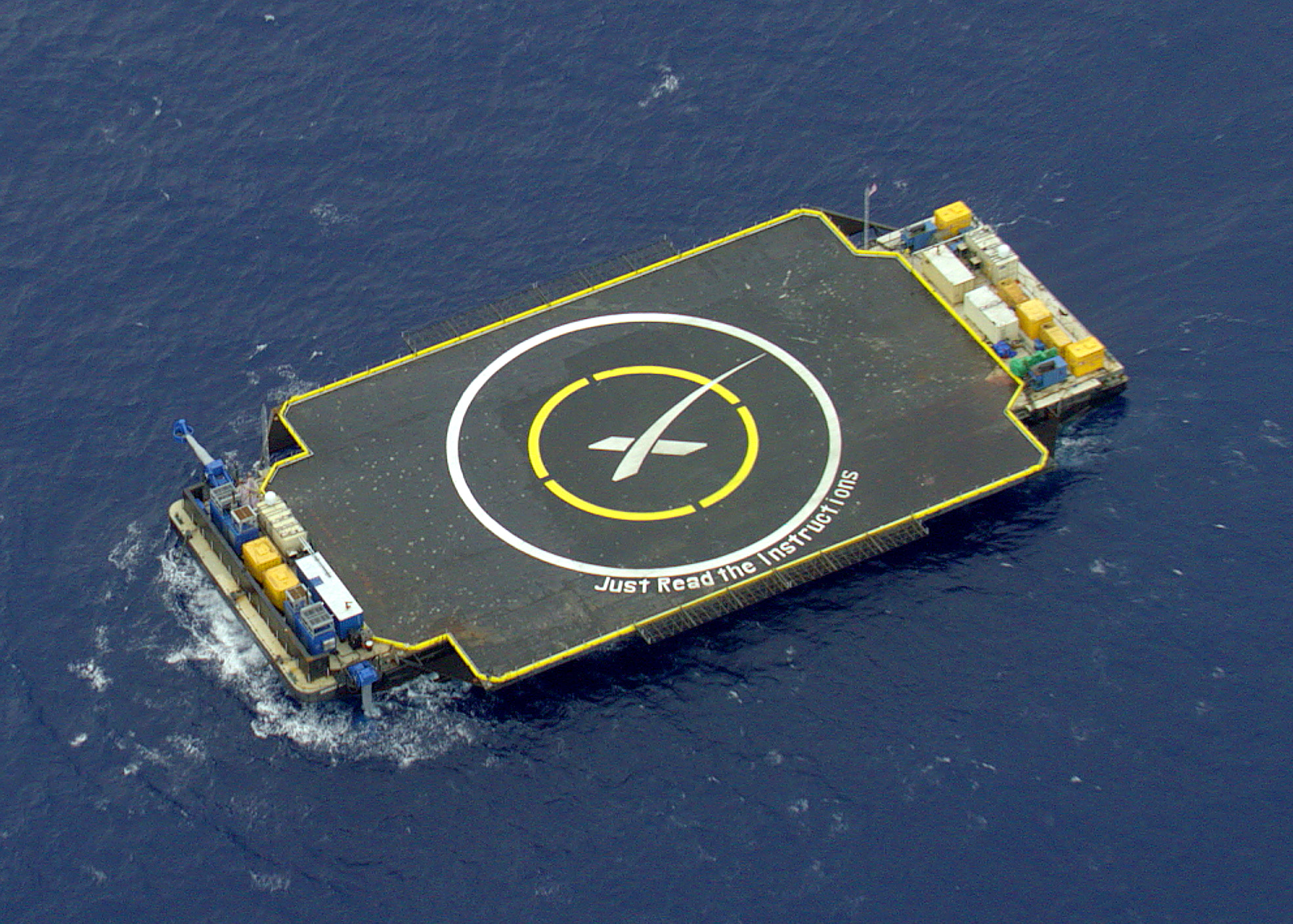
Luftaufnahme des ersten Autonomous spaceport drone ship, nachdem es zu Ehren von Iain Banks den Namen Just Read the Instructions (JRTI) erhielt

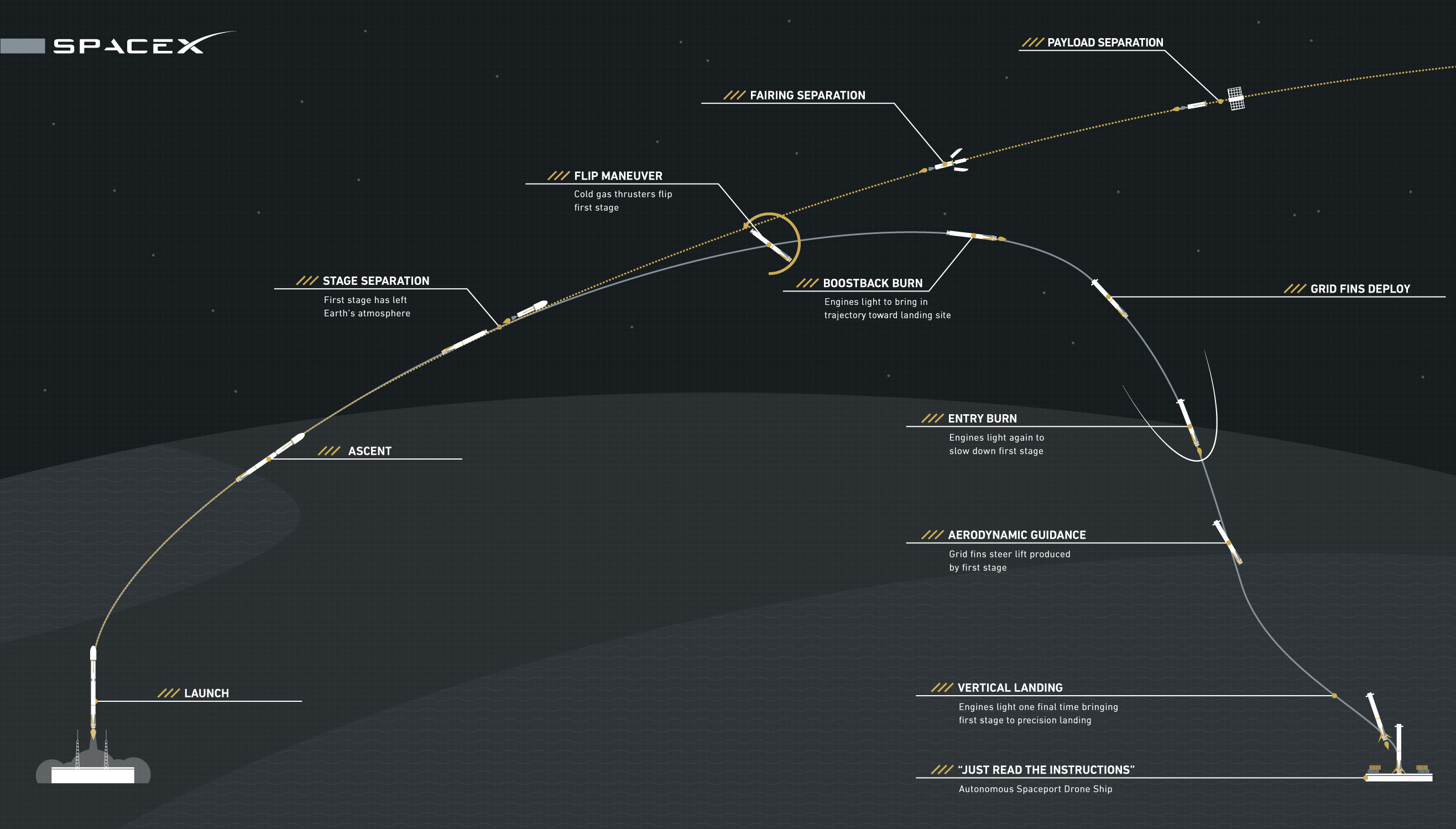
Graphische Darstellung des Gesamtablaufs vom Start der Falcon 9 Rakete bis zur Landung der ersten Stufe auf dem Spaceport-Drohnenschiff

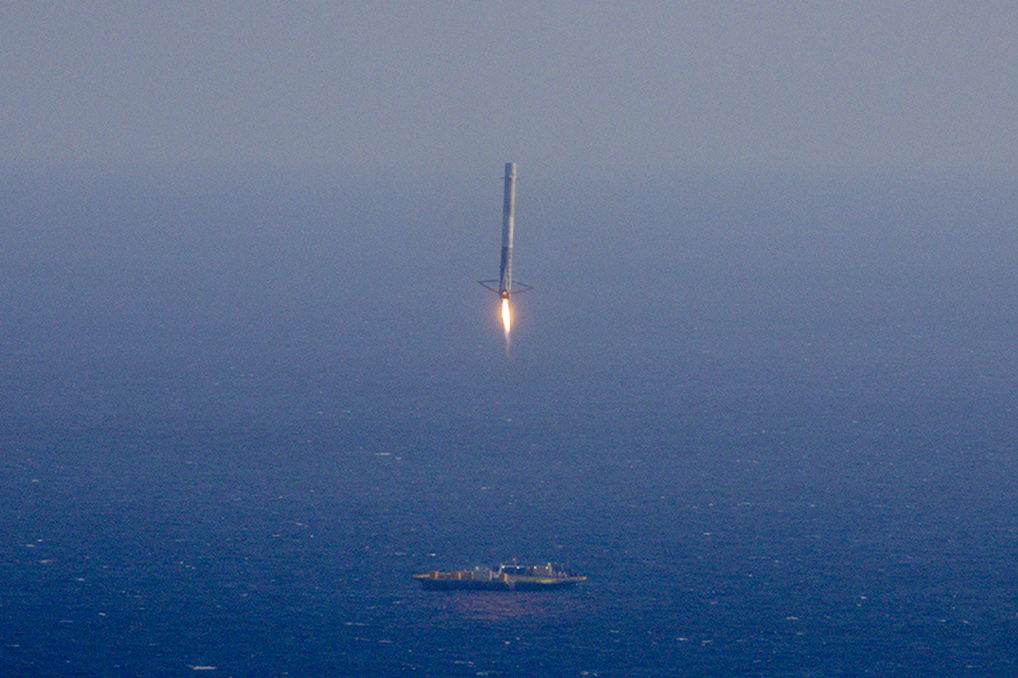
Aufnahme des gescheiterten Landeversuchs vom 14. April 2015

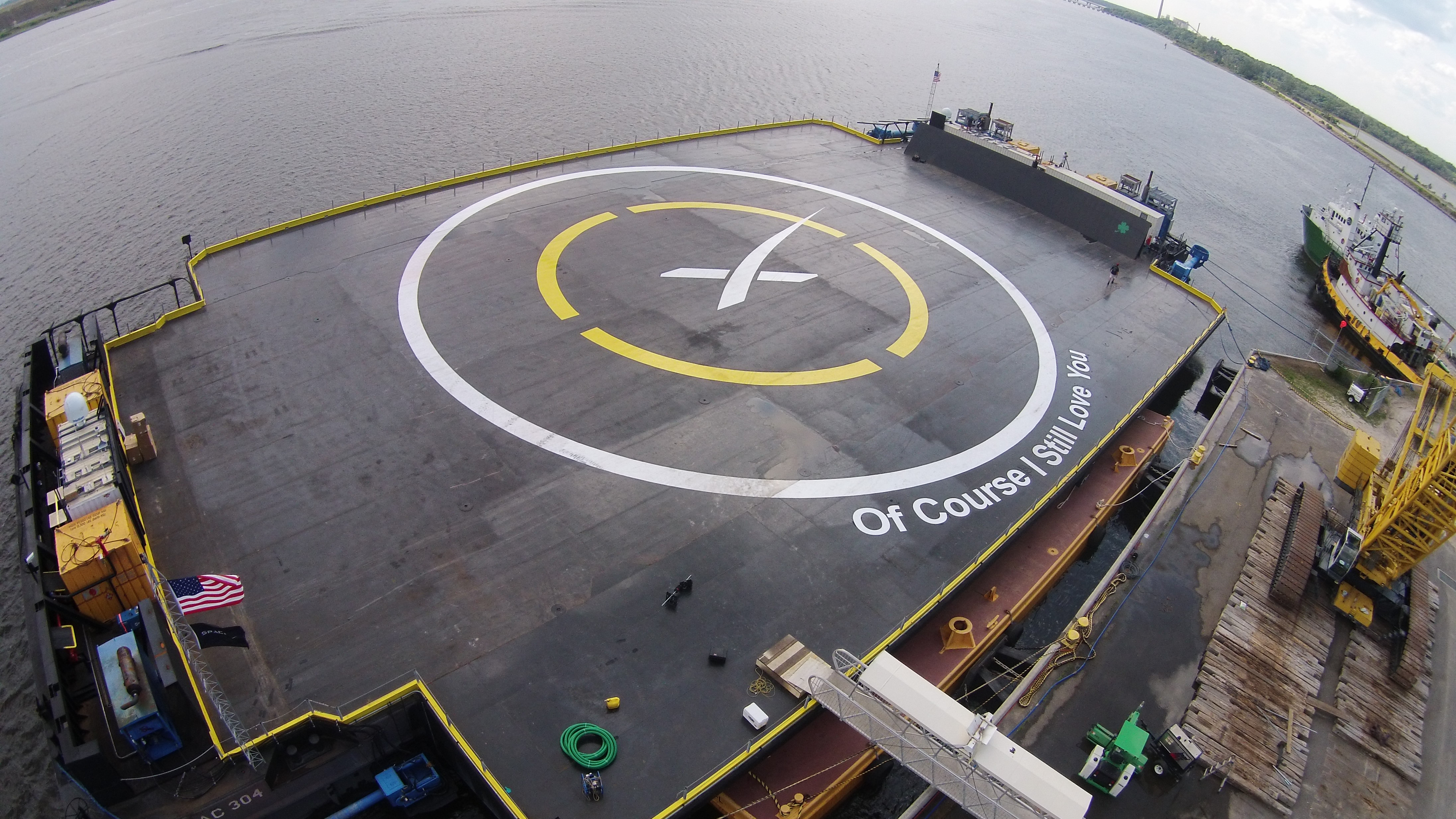
Aufnahme des zweiten ASDS Of Course I Still Love You, einem Umbau auf Basis des Schiffs Marmac 304

Unbemannte schwimmende Landeplattformen (Abk. ASDS von engl. Autonomous spaceport drone ship) sind eine spezielle Klasse von Schiffen, die in der Raumfahrt zur kontrollierten Landung wiederverwendbarer Raketenstufen und deren Rücktransport eingesetzt werden.
Die erste Plattform dieser Art wurde von dem amerikanischen Raumfahrtunternehmen SpaceX 2014 in Dienst gestellt und 2015 für zwei Landeversuche der Falcon 9 Rakete verwendet. Nach mehreren Fehlversuchen gelang am 8. April 2016 die erste unbeschädigte Landung einer Falcon 9 Raketenstufe auf der zweiten Plattform Of Course I Still Love You (OCISLY). Es handelte sich um die erste Stufe der SpaceX-Mission CRS-8, dem achten Versorgungsflug mit dem Raumschiff Dragon zur Internationalen Raumstation im Auftrag der NASA.
Stand 2025 hat SpaceX drei ASDS als Teil der Infrastruktur der Falcon 9 Rakete von SpaceX in Betrieb, auf denen im letzten Jahr über 100 erfolgreiche Landungen der Falcon 9 Erststufe durchgeführt wurden (siehe Liste der Falcon-9-Raketenstarts).
2025 hat mit Blue Origin ein zweites Unternehmen den Betrieb eines ASDS aufgenommen, welches als Landing Platform Vessel 1 (LPV1) die Rakete New Glenn unterstützt. Ähnliche Landeplattformen sind für die Neutron von Rocket Lab und für die chinesische CZ-8R geplant. Die Schiffe sind Bestandteil der Strategie, die Kosten der Raumfahrt durch die Wiederverwendung von Raketen und Raumfahrzeugen stark zu senken.

## Entwicklungsgeschichte

### SpaceX
Das erste im Jahr 2014 im Atlantik in Dienst gestellte Schiff, ein Umbau des 87,8 Meter langen und 30,5 Meter breiten Frachtschiffes Marmac 300, trug ursprünglich den Namen Autonomous spaceport drone ship (ASDS). Im Januar 2015 teilte SpaceX-CEO Elon Musk in einem Tweet mit, dass das erste Schiff künftig Just Read the Instructions (JRTI) heißen wird und verwendete den bisherigen Namen nun als Bezeichnung für die Schiffsklasse.
Der Hintergrund dieses Namenswechsels wurde klar, als er am gleichen Tag mitteilte, dass ergänzend zu dem ersten an der Ostküste der USA stationierten Schiff ein weiteres Drohnenschiff an der Westküste der USA, also für den Pazifischen Ozean, gebaut werde. Dieses erhielt später den Namen Of Course I Still Love You (OCISLY).
Beide Namen sind der Science-Fiction-Geschichte Das Spiel Azad des schottischen Autors Iain Banks entnommen.
Im Laufe des Jahres 2015 beschloss SpaceX, das erste ASDS JRTI durch das ursprünglich für die Westküste vorgesehene und konstruktiv verbesserte Schiff OCISLY zu ersetzen. Der erste Einsatz sollte der siebte Versorgungsflug von SpaceX zur ISS am 28. Juni 2015 sein, wozu es aber nicht kam, weil die Rakete im Steigflug auseinanderbrach. Für die Westküste sollte ein Umbau des Lastkahns Marmac 303 eingesetzt werden, der den Namen JRTI übernahm.
Der Heimathafen des ASDS OCISLY (Umbau Marmac 304) an der US-Ostküste war Jacksonville, von dort wurde das Schiff nach einer zweijährigen Pause im Jahre 2021 zu dem Hafen Long Beach in Kalifornien verlegt, um Raketenstarts von der Vandenberg Space Force Base zu begleiten. Der Heimathafen des ASDS JRTI (Version II, Umbau Marmac 303) lag an der Westküste der USA, das ASDS war dort im Hafen von Los Angeles stationiert bis zu seinem Umzug im Jahre 2019 über den Panamakanal zum Hafen Port Caneveral, um dort das wachsende Aufkommen an Raumfahrtmissionen zu unterstützen.
Im Jahr 2021 wurde ein drittes Drohnenschiff mit dem Namen A Shortfall of Gravitas (ASOG) in Dienst gestellt. Es ist in Florida stationiert, um eine höhere Landerate von Falcon 9 Erststufen und eine synchrone Wasserlandung der beiden Seitenbooster der Falcon Heavy zu ermöglichen. Der Name des Schiffs ist eine Anspielung auf Experiencing A Significant Gravitas Shortfall, Name eines Raumschiffs in Iain Banks’ Culture-Universum. Der erste Einsatz der A Shortfall of Gravitas erfolgte mit CRS-23 am 29. August 2021 mit der erfolgreichen Landung des Falcon-9-Boosters B1061. Seitdem werden alle drei aktiven ASDS von SpaceX im regulären Betrieb eingesetzt.
Am 18. Februar 2025 fand an der Küste der Bahamas der erste internationale Einsatz eines ASDS statt, als ein Falcon-9-Booster auf JRTI (II) landete.

### Blue Origin
Die erste schwimmende Landeplattform von Blue Origin entstand durch Umbau der ehemaligen RoRo-Fähre Stena Freighter. Von 2018 an lag sie zum Umbau im Dock in Pensacola, Ende 2020 erhielt sie den Namen Jacklyn nach der Mutter des Firmengründers Jeff Bezos, später wurde sie in Rumänien und Frankreich für ihren neuen Zweck umgebaut. 2022 wurden die ursprünglichen Pläne aufgegeben und das umgebaute Spezialschiff zur Verschrottung nach Brownsville geschleppt.
Als Ersatz wurde 2023 der Neubau eines ASDS für Blue Origin begonnen, welches später den offiziellen Namen Landing Platform Vessel 1 (LPV1) erhielt, aber mit Jacklyn auch den Spitznamen seines Vorgängers übernahm. Am 4. September 2024 traf das LPV1 in seinem Heimathafen Port Canaveral ein. Der erste Versuch einer Landung auf dem LPV1 ist am 16. Januar 2025 fehlgeschlagen, weil die Erststufe von New Glenn beim Wiedereintritt verloren ging, bevor sie das ASDS erreichen konnte.

## Schiffskonzept, Bauart und Betriebsweise
Das langfristige Ziel von SpaceX ist, beide Stufen einer Rakete wieder am Startplatz landen zu lassen. Mit der Nutzung einer auf dem Ozean schwimmenden Landeplattform wurde in der Testphase der Technik die Gefährdung von Menschen vermieden, die beim Scheitern einer kontrollierten Rückkehr über bewohntem Land zu befürchten wäre. Der Gründer und CEO von SpaceX, Elon Musk, schätzte vorab die Erfolgswahrscheinlichkeit des ersten Landeversuches mit 50 Prozent, im ersten Jahr der Tests mit 80 Prozent.
Da eine landende Raketenstufe mit dem nach unten gerichteten Triebwerksstrahl bei der Abbremsung ein erhebliches Risiko für eine Besatzung der Plattform darstellen würde und auch von Fehlschlägen bis hin zu Abstürzen auf die Plattform auszugehen war, wurde die Plattform unbemannt ausgeführt.
Das erste Autonomous spaceport drone ship erhielt beim Umbau des Marmac 300 ein Landedeck, das etwa 90 Meter lang und 50 Meter breit ist. Außerdem kann es seitdem ca. 15.000 Kubikmeter Ballastwasser aufnehmen, was die Lage der Plattform stabilisiert. Nach einem Sturm, der größere Beschädigungen verursachte, wurde die Plattform im März und April 2015 umgebaut. Unter anderem wurden zwei Schubeinheiten durch stärkere ersetzt (jetzt jeweils etwa 1000 PS) und eine Wellenbrecherwand installiert.
Die Falcon 9 benötigt zum Landen eine ca. 22 Meter breite Fläche, so dass beim Aufsetzen auf die schwimmende Plattform eine sehr genaue Steuerung sowohl der Rakete als auch des Schiffs erforderlich ist. Deshalb ist das Autonomous spaceport drone ship mit vier hydraulisch angetriebenen Propellergondeln (Portable Dynamic Positioning System) von Thrustmaster of Texas ausgestattet, der jeweilige Dieselmotor mit der Hydraulikpumpe ist per Schlauch abgesetzt. Mit Hilfe von GPS-Ortung kann es seine Position damit selbstständig gegen Wind und Wasserströmungen halten. Selbst bei Sturm soll die Landeplattform nicht weiter als 3 Meter von der vorgesehenen Position abweichen. Darüber hinaus verfügt das Schiff über keinen eigenen Antrieb und wird zu seinem Einsatzort geschleppt.
Während der Landung der Erststufe der Falcon 9 halten sich ein Versorgungsschiff und ein Schlepper zum Verlegen des ASDS in sicherer Entfernung auf. Die Rakete versucht möglichst zentral auf dem stilisierten, an das Firmenlogo angelehnten, X zu landen. Ausgerechnet während der Landung gab es lange Zeit Aussetzer im Video des Livestreams von SpaceX, weil die starken Vibrationen durch das Raketentriebwerk die Sattelitenverbindung der ASDS unterbrach. Nach der Landung muss die Rakete auf dem ASDS gesichert und für den Rücktransport befestigt werden, um gegen Sturm und Seegang geschützt zu sein. Dafür betreten Techniker vom Versorgungsschiff die Plattform. Seit 2017 wird zudem ein Roboter namens „octagrabber“ eingesetzt, der bereits kurz nach der Landung unter die Rakete fährt und in deren Halteklammern einklinkt.
Zurück im Hafen wird die Rakete mit einem Hafenkran entladen und später auf einen speziellen Auflieger gelegt und per LKW zur Wartung und dem nächsten Startplatz transportiert.

## Einsätze

### Erste Landetests

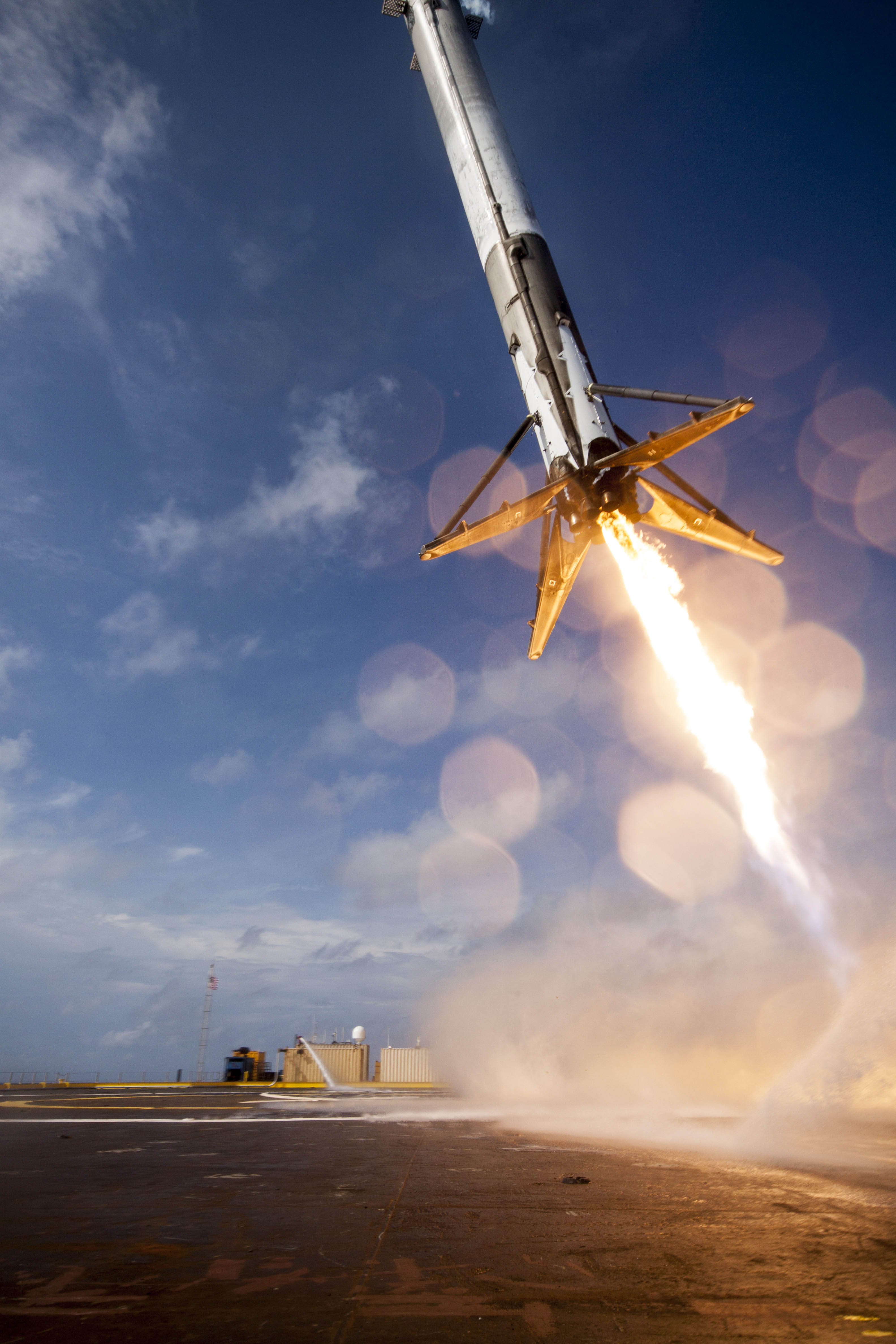
Scheiternder Landeversuch am 14. April 2015 auf Just Read the Instructions

SpaceX verwendete für die Tests Raketenstufen, die ohnehin bereits für kommerzielle Satellitenstarts oder für die von ihr im Auftrag der NASA ausgeführten Versorgungsflüge zur Internationalen Raumstation (ISS) starteten. Diese vom Auftraggeber bezahlten Raketen wurden zusätzlich mit der Landesteuerung und ausfahrbaren Landebeinen ausgestattet. Anschließend war damals (ca. 2014) vorgesehen, zukünftig gelandete Raketenstufen versuchsweise aufzutanken und wieder zu starten.
Schon im Vorfeld, z. B. im April und Juli 2014, hatte SpaceX beim Start zweier kommerzieller Satellitenmissionen, z. B. für Orbcomm, die erste Stufe versuchsweise kontrolliert landen lassen. Damals jedoch einfach direkt auf der Wasseroberfläche des Ozeans, in dem die Stufen dann versanken.

#### Erster Versuch: SpaceX CRS-5
Für den ersten Landeversuch auf einem Schiff wurde der fünfte Versorgungsflug von SpaceX mit dem Frachtraumschiff Dragon zur ISS (SpaceX CRS-5) ausgewählt, der am 10. Januar 2015; 9:47 UTC startete. Das Schiff war bei dem Versuch etwa 320 km nordöstlich vom Startplatz der Cape Canaveral Air Force Station bei 30,8 Grad nördlicher Breite und 78,1 Grad westlicher Länge stationiert.
Die erste Raketenstufe konnte nach der Trennung wieder wie beabsichtigt in die Atmosphäre zurückgesteuert werden und erreichte auch das Landeschiff. Sie zerschellte jedoch bei der Landung. Laut Elon Musk hatte man 10 % Hydraulikflüssigkeit zu wenig an Bord, so dass die oben an der Rakete montierten vier Gitterflossen ihre Stabilisierungs- und Steuerungsfunktion verloren. Die Landeplattform wurde nur leicht beschädigt.

#### 2. Versuch: Start des Deep Space Climate Observatory
Am 11. Februar 2015 startete SpaceX mit einer Falcon 9 Rakete im Auftrag der USAF das NASA- und NOAA-Projekt Deep Space Climate Observatory und wollte den zweiten Landeversuch unternehmen. Ein starker Sturm im Landegebiet erlaubte es jedoch nicht, das Drohnenschiff einzusetzen. Es gelang aber, die Rakete mit einer Abweichung von nur 10 Metern zur ursprünglich vorgesehenen Position zu steuern.

#### 3. Versuch: SpaceX CRS-6
Bei dem sechsten Versorgungsflug zur ISS gelang der Start der Falcon 9 am 14. April 2015 um 20:10:41 UTC. Die erste Stufe erreichte wie beim ersten Test das Autonomous spaceport drone ship mit dem neuen Namen Just Read the Instructions. Die erste Stufe kam aber nach einem Anflug, bei dem sie stark um die Senkrechte torkelte, schräg auf und zerschellte.

#### 4. Versuch: SpaceX CRS-7 (ausgefallen)
Bei dem nach der Planung siebten Versorgungsflug zur ISS explodierte am 28. Juni 2015 die eingesetzte Falcon 9 kurz nach dem Start. Damit entfiel der Rückkehrversuch, bei dem zum ersten Mal das zweite ASDS, Of Course I Still Love You, eingesetzt werden sollte.

#### 5. Versuch: Jason-3
Am 17. Januar 2016 startete die letzte Falcon 9 der Version 1.1 mit dem Erdbeobachtungssatelliten Jason 3 an Bord von der Vandenberg Air Force Base. Der Satellit wurde erfolgreich in den Orbit transportiert. Die Startparameter hätten eine Rückkehr der Erststufe zum Startplatz prinzipiell erlaubt, es wurde jedoch nicht rechtzeitig eine Genehmigung von der zuständigen Umweltbehörde für die Landlandung erteilt. Daher wurde eine Schiffslandung auf dem Pazifik geplant. Bei der Landung gab eines der vier Landebeine nach, mutmaßlich war es nicht in der geöffneten Position eingerastet. Daraufhin kippte die Raketenstufe auf der Landeplattform um und wurde weitestgehend zerstört. Bilder zeigten, dass der Triebwerksblock auf dem Deck liegen geblieben war.

#### 6. Versuch: SES-9
Für den Start von SES-9 am 4. März 2016 wurde von SpaceX aufgrund der Startparameter eine sehr geringe Erfolgswahrscheinlichkeit vorausgesagt. Es wurden im Gegensatz zu den bisherigen Versuchen mit einem Triebwerk drei Triebwerke zum Abbremsen genutzt. Die Landung misslang und Of Course I Still Love You kehrte beschädigt, u. a. mit einem Loch im Deck und einigen Trümmern der Rakete auf dem Deck in den Hafen zurück.

#### 7. Versuch: CRS-8
Am 8. April 2016 wurde eine Falcon 9 zu einer Versorgungsmission zur ISS gestartet. 9 Minuten und 10 Sekunden nach dem erfolgreichen Start setzte die Erststufe aufrecht auf Of Course I Still Love You auf. Erstmals war somit eine erfolgreiche und sichere Landung einer Erststufe auf einem Autonomous spaceport drone ship gelungen.
Nach der erfolgreichen Landung wurde ein Trupp Schweißer auf der Landeplattform abgesetzt, welche die Klappstützen auf der Stahlplattform festschweißten, damit die knapp 50 Meter hohe Rakete bei Seegang nicht umkippt.

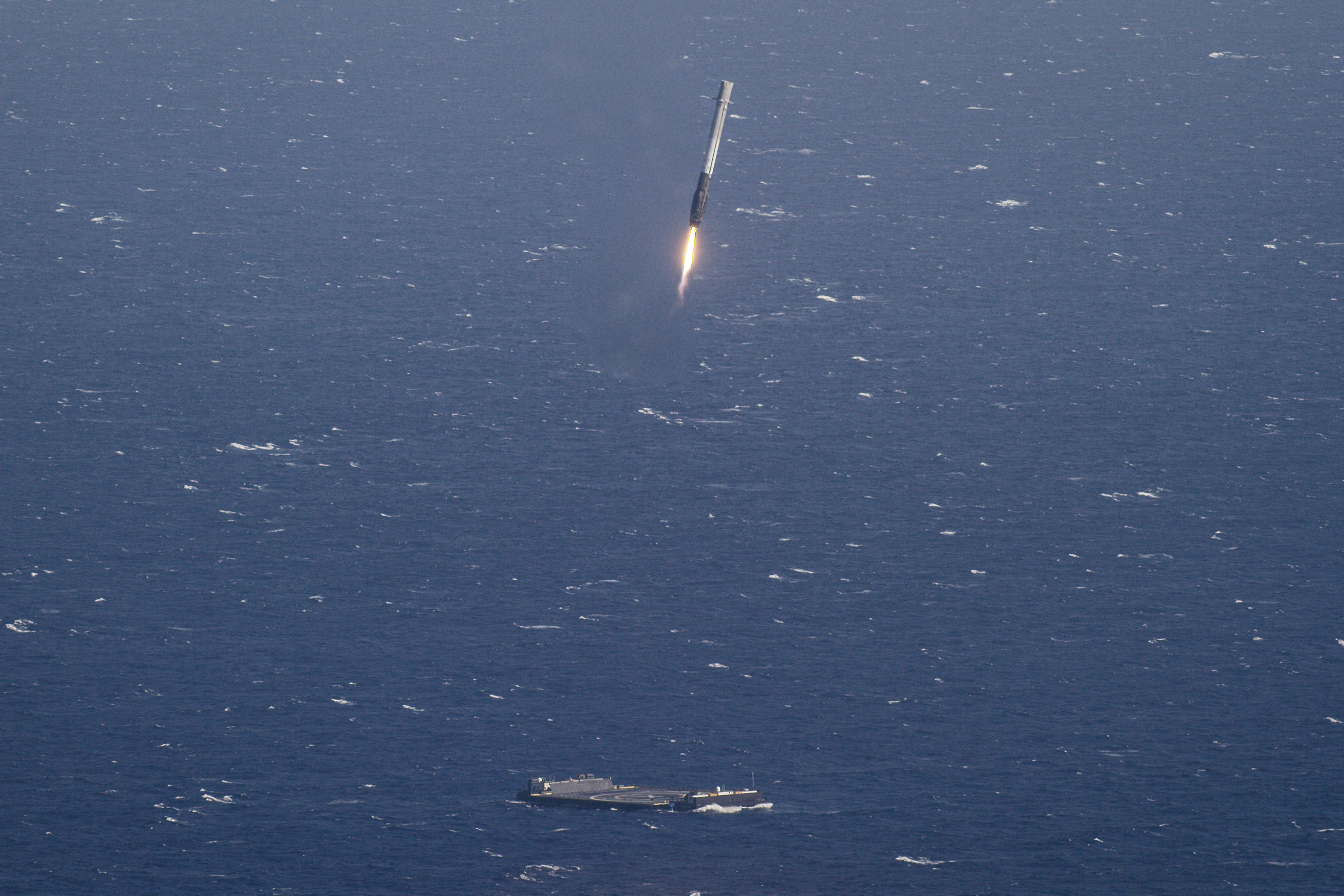
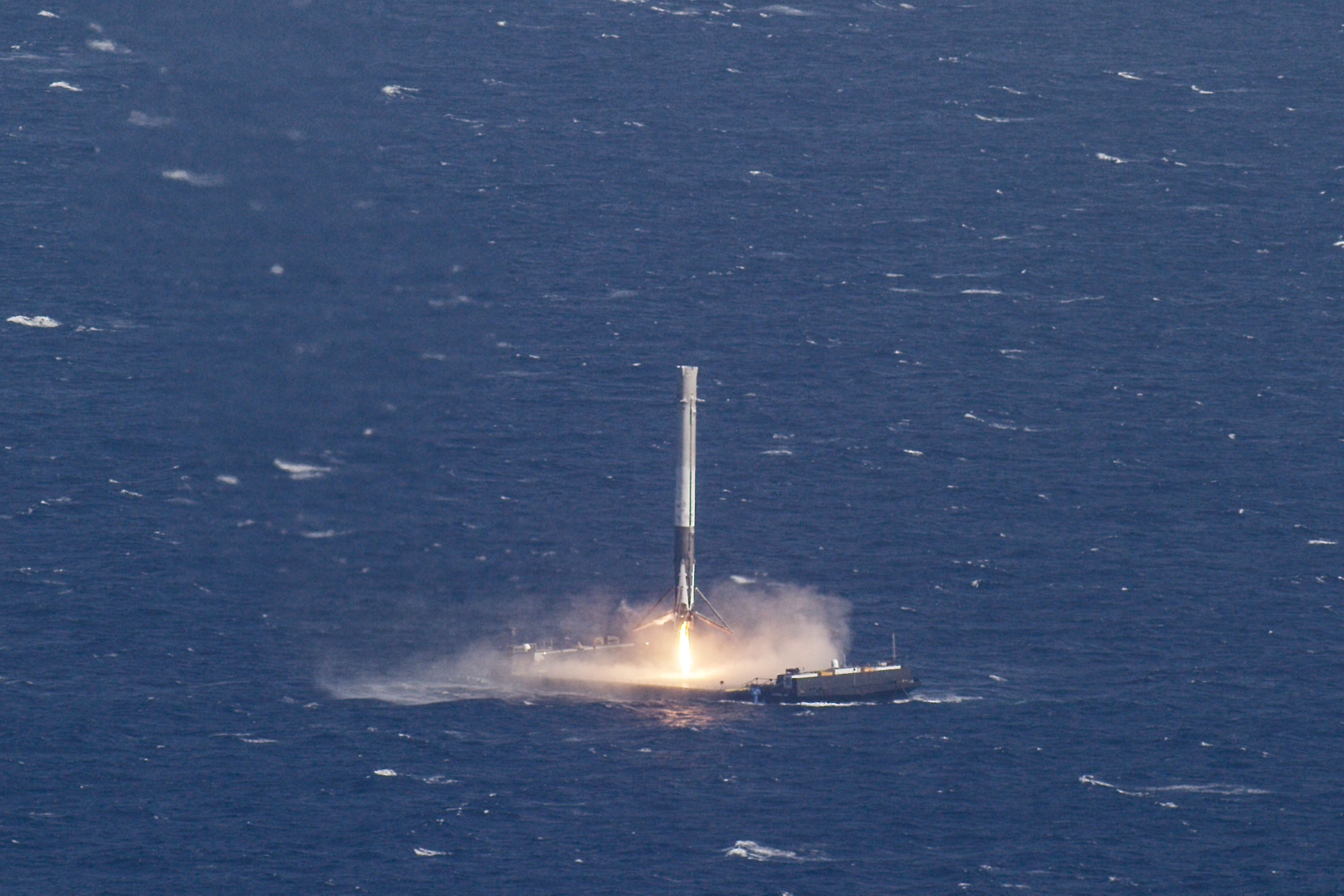
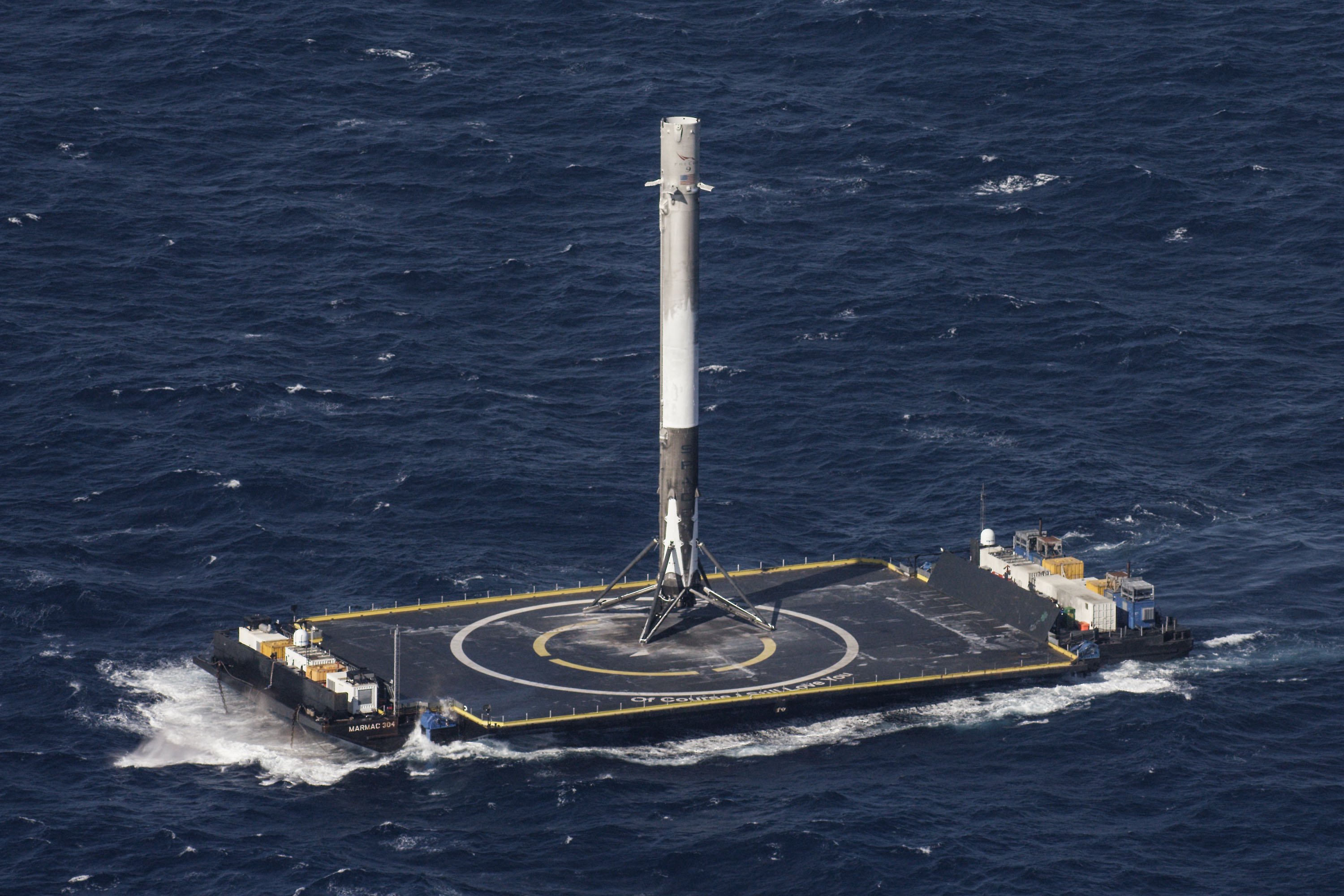

### Weitere ausgewählte Einsätze
- 6. Mai 2016: erfolgreiche Nachtlandung der ersten Stufe beim Start von JCSAT-14 auf Of Course I Still Love You. Die Landung erfolgte aufgrund der Startparameter mit drei Triebwerken.

- 27. Mai 2016: weitere erfolgreiche Landung der ersten Stufe beim Start von Thaicom-8 auf Of Course I Still Love You. Die Landung erfolgte aufgrund der Startparameter mit drei Triebwerken. Bei der Landung kam es zu kleineren Schwierigkeiten. Die Knautschzone der Falcon 9 Erststufe wurde auf einer Seite so weit ausgenutzt, dass die Rakete an Deck kippelte.[41] Dazu wurde Videomaterial von einer Kamera an Bord der Falcon 9 veröffentlicht.[42]

- 15. Juni 2016: Bruchlandung der ersten Stufe nach dem Start von Eutelsat 117 West B/ABS-2A auf Of Course i still love you.[43] Die Landung sollte wieder mit drei Triebwerken erfolgen, durch Minderleistung eines Triebwerkes kam es jedoch zu einem harten Aufschlag und zur Zerstörung der Stufe.[44] Die drei Triebwerke gingen zu früh auf maximale Leistung, bis die Stufe fast stillstand. Der Treibstoff ging aus, dann kippte die Rakete, weil ein äußeres Triebwerk zuerst unterversorgt war, und fiel aus rund 20 Metern Höhe auf das Droneship.[45]

- 14. Januar 2017: Erfolgreiche Landung der ersten Stufe beim Start von Iridium Next 1 auf Just Read the Instructions (II).[46] Beim Abbremsen von 2000 auf 1000 m/s vor dem Eintritt in die Atmosphäre wurden 3 Triebwerke gezündet, für die Landung, um ein langsameres Abbremsen zu erreichen, aber nur ein Triebwerk.[47]

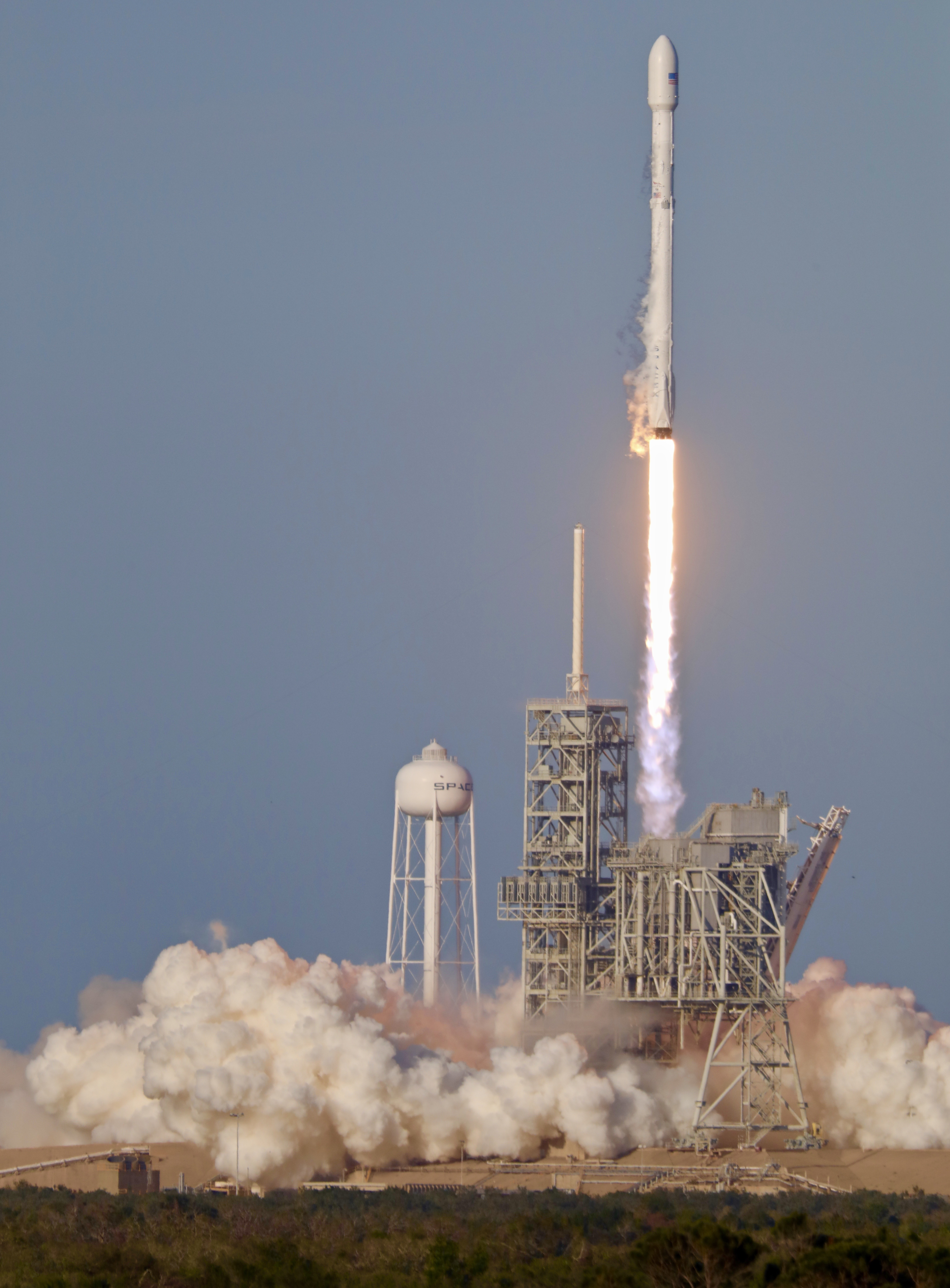
Der Start der SES-10-Mission war der erste Start mit einer wiederverwerteten Erststufe einer Rakete überhaupt. Bild von Steve Jurvetson vom 30. März 2017 um 15:29 Eastern Time

- 30. März 2017: Mit der wiederaufgearbeiteten Erststufe der Falcon 9 der Mission SpaceX CRS-8 vom 8. April 2016 gelang bei der Mission SES-10 sowohl der Transport der Zweitstufe und der Nutzlast, dem namensgebenden Kommunikationssatelliten SES-10, in den Weltraum, als auch eine erneute Landung auf einem der beiden Autonomous spaceport drone ship von SpaceX, der Of Course I Still Love You im Atlantischen Ozean. Der Start der Rakete erfolgte zuvor vom Kennedy Space Center Launch Complex 39a.[48]

- 23. Juni 2017: erfolgreiche Landung der ersten Stufe beim Start von BulgariaSat-1 auf Of Course I Still Love You. Diese Landung erfolgte aufgrund der Startparameter mit drei Triebwerken. Außerdem war es, nach der erfolgreichen Wiederverwendung einer Erststufe beim Start von SES-10, die zweite Wiederverwendung einer Erststufe und somit die zweite Landung der selbigen. Sie kam zuvor schon bei der Mission am 14. Januar 2017 zum Einsatz und ist somit die erste Erststufe, welche auf beiden Droneships gelandet ist.
- 25. Juni 2017: Erfolgreiche Landung der ersten Stufe beim Start von Iridium Next 2 auf Just Read the Instructions (II). Beim Abbremsen von 2000 auf 1000 m/s vor dem Eintritt in die Atmosphäre wurden 3 Triebwerke gezündet, für die Landung, um ein langsameres Abbremsen zu erreichen, aber nur ein Triebwerk.

- 24. August 2017: Erfolgreiche Landung der ersten Stufe beim Start von FORMOSAT-5 auf Just Read the Instructions.

- 9. Oktober 2017: Erfolgreiche Landung der ersten Stufe beim Start von Iridium Next 3 auf Just Read the Instructions.

- 11. Oktober 2017: Erfolgreiche Landung der ersten Stufe beim Start von SES-11/EchoStar 105 auf Of Course I Still Love You.[49]

- 30. Oktober 2017: Erfolgreiche Landung der ersten Stufe beim Start von Koreasat 5A auf Of Course I Still Love You.

- 6. Februar 2018: Absturz des Center Cores der ersten Falcon Heavy neben der Of Course I Still Love You. Wrackteile des Center Cores beschädigten dabei auch Teile des Spaceport Ships.[50]

- 11. April 2019: Erste erfolgreiche Landung des Center Cores der zweiten Falcon Heavy auf der Of Course I Still Love You.[51]

- 24. Oktober 2020: Landung der ersten Stufe einer Falcon 9 auf Just read the instructions (II). Dies war der 100ste erfolgreiche Flug von SpaceX.
- 23. Dezember 2023: Starker Wind und Seegang lässt auf dem Rückweg zum Hafen die Raketenstufe B1058.19 auf JRTI (II) umkippen und beendet damit eine Serie von 149 erfolgreichen Einsätzen der ASDS seit März 2021. Die Rakete selber hatte zu diesem Zeitpunkt bereits 19 Starts und Landungen absolviert und war damit die zu diesem Zeitpunkt am häufigsten wiederverwendete Raketenstufe.[52]
- 28. August 2024: Die Raketenstufe B1062.23 fällt bei einer Landung auf ASOG um und beendet damit eine Serie von 215 erfolgreichen Landungen der SpaceX Raketen auf ASDS und 268 erfolgreichen Landungen infolge inkl. der Landungen an Land.[53]

### Vollständige Landelisten
Die Liste der Seelandungen von Raketenstufen gibt alle durchgeführten Seelandungen wieder. Die Liste der Falcon-Raketenstarts enthält Angaben zu allen Falcon-Landungen.

## Patentstreit
Im August 2014 griff SpaceX ein Patent seines Wettbewerbers Blue Origin an, der sich im Besitz von Amazon-Gründer Jeff Bezos befindet, in dem das Unternehmen das Konzept beschreibt, eine Raketenstufe auf einem Seeschiff zu landen. SpaceX verwies in seinem juristischen Angriff auf Entwürfe für seegestützte Landeplattformen für Raketen, die älter als das Patent von Blue Origin von 2009 seien. Was Blue Origin als komplexe Entwicklung beschreibe, sei bestenfalls ein alter Hut. Die Anfechtung war letztlich erfolgreich.

### Videos zur ersten erfolgreichen Landung
- Der Moment der Landung der Erststufe der SpaceX CRS-8-Mission auf der ASDS Of Course I Still Love You am 8. April 2016 auf YouTube; 39 Sekunden; abgerufen am 10. April 2016
- SpaceX Falcon 9 CRS-8 onboard landing video. Die Landung von der Raketenstufe aus gesehen mit Blick über die Gitterflossen. auf YouTube; 14 Sekunden; abgerufen am 10. April 2016
- CRS-8 Dragon Hosted Webcast; 36,54 Minuten auf YouTube; abgerufen am 10. April 2016
- SpaceX Dragon CRS-8 post launch news conference from NASA's Kennedy Space Center. Elon Musk Discusses CRS-8 Successes with Media. 8. April 2016 auf YouTube; 38,09 Minuten; abgerufen am 10. April 2016

### Links zur Schiffstechnik und zur Strategie von SpaceX
- Webseite von Thrustmaster, dem Hersteller der Propellergondeln, die bei dem Drohnenschiff für Antrieb und das Halten der Position eingesetzt werden. Technische Spezifikationen der Propellergondeln.

zur Strategie von SpaceX, die mit der Landeplattform verfolgt wird.
- Chris Bergin: SpaceX Roadmap building on its rocket business revolution. Instruktiver Artikel zur Gesamtstrategie von SpaceX, insbesondere im Bereich Raketenentwicklung auf nasaspaceflight.com vom 28. Juli 2014.
- SpaceX Reusable Launch System (dt.: SpaceX wiederverwendbares Startsystem) auf YouTube Das Video zeigt in 3:57 min das endgültige Entwicklungsziel von SpaceX, nämlich die Wiederverwertbarkeit der ersten Stufe und der zweiten Stufe der Falcon 9Rakete und des Raumschiffes Dragon, die alle drei direkt mit dem eigenen Raketentriebwerken zum Startplatz zurückfliegen sollen, der so zum echten Weltraumbahnhof mit Starts und Landungen würde.

### Links zu den Einsätzen in der Entwicklungsphase der Rückkehrtechnik
zum ersten Einsatz am 10. Januar 2015
- Darrell Etherington: Elon Musk Tries To Woo John Carmack Back To Rockets With SpaceX’s Drone Ship Impact, techcrunch.com, abgerufen am 17. Januar 2015; Bilder und ein Video des Aufschlags der ersten Stufe einer Falcon 9 beim ersten Landeversuch auf dem Autonomous spaceport drone ship
- Stephen Clark: Photos: SpaceX’s rocket landing platform back in port, spaceflightnow.com vom 11. Januar 2015, abgerufen am 18. Januar 2014 – mit Bildern von der Rückkehr des Autonomous spaceport drone ship in den Hafen von Jacksonville und dem Entladen der Trümmerteile.

zum dritten Versuch am 14. April 2015
- Überblicksaufnahme vom Landeversuch mit der ersten Stufe der Mission SpaceX CRS-& auf YouTube
- Nahaufnahme des Landeversuchs von der Landeplattform auf YouTube
- Stephen Clark: Photos: SpaceX’s debris-strewn landing barge back in port, Spaceflight.com, 17. April 2015, Bild des Drohnenschiffs nach der Rückkehr in den Hafen von Jacksonville mit den Trümmern vom Versuch am 14. April auf dem Landedeck